# Gate to the East
La Porte de l'Est est un gratte-ciel de 301 mètres construit en 2015 à Suzhou en Chine. C'est à son achèvement le plus haut immeuble de la ville. 
La tour a pour particularité d'être en forme d'arche et de ressembler à un gigantesque pantalon. 